# Sayat Nova : La Couleur de la grenade
Pour plus de détails, voir Fiche technique et Distribution.
Sayat Nova : La Couleur de la grenade (Цвет граната, Tsvet granata) est un film dramatique soviétique écrit et réalisé par Sergueï Paradjanov.
Distribué une première fois en 1969, le film est à nouveau diffusé dans une version remontée par le réalisateur Sergueï Ioutkevitch, sous le titre La Couleur de la grenade en 1971.

## Synopsis
La vie de Sayat-Nova, poète arménien du XVIIIe siècle, en huit chapitres :
- I : L'enfance du poète.
- II : La jeunesse du poète.
- III : Le poète à la cour du prince/Prière avant la chasse.
- IV : Le poète se retire au monastère/Le sacrifice/La mort du katholikos.
- V : Le songe du poète/Le poète retourne à son enfance et pleure la mort de ses parents.
- VI : La vieillesse du poète/Il quitte le monastère.
- VII : Rencontre avec l'Ange de la Résurrection/Le poète enterre son amour.
- VIII : La mort du poète/Il meurt mais sa poésie est immortelle.

En ouverture du film, un carton précise les intentions de Paradjanov : « Aimable public, ne va pas chercher dans ce film la vie de Sayat-Nova, grand poète arménien du XVIIIe siècle. Nous n'avons que tenté de rendre par les moyens du cinéma l'univers imagé de cette poésie dont le chantre russe Valéri Brioussov disait : “La poésie arménienne du Moyen Âge est une des éclatantes victoires de l'esprit humain inscrites dans les annales de notre monde.” »

## Fiche technique
- Titre original russe : Цвет граната, Tsvet granata ou Саят-Нова, Sayat Nova
- Titre français : Sayat Nova : La Couleur de la grenade[1],[2]
- Titre arménien : Նռան գույնը, Nran guouïn
- Réalisation et scénario : Sergueï Paradjanov
- Musique : Tigran Mansourian
- Photographie : Souren Chakhbazian
- Son : Iouri Sayadian
- Décors : Stepan Andranikian
- Costumes : E. Akhvlediani, I. Karalian, J. Sarabian
- Maquillage : A. Astchian, V. Assatrian
- Production : Armenfilm
- Direction de production : A. Mélik-Sarkissian
- Pays de production :  Union soviétique (RSS d'Arménie)
- Format : couleur - 35 mm
- Durée : 79 minutes (version originale / version restaurée) ; 73 minutes (version remontée de 1982)
- Dates de sortie :
  - Union soviétique : octobre 1969 (Erevan, RSS d'Arménie) ; 29 août 1970 (Moscou, RSFS de Russie)
  - France : 27 janvier 1982 (version remontée) ; mai 2014 (version restaurée, Festival de Cannes 2014)

## Distribution
- Sofiko Tchiaoureli : le poète jeune/la bien-aimée du poète/la nonne aux dentelles blanches/l'Ange de la Résurrection/ le mime
- Melqon Alekian : le poète enfant
- Vilen Galestian : le poète au couvent
- Gueorgui Gueguetchkori : le poète vieux
- Hovhannes Minassian : le roi Irakli

## Production
Le film est tourné du 17 août 1967 au 22 juillet 1968 aux Studios Armenfilm à Erevan (la séquence des teinturiers ou le colloque entre le poète et la princesse Anna, par exemple) et en décors naturels : les scènes de l'enfance du poète au monastère de Haghpat ; d'autres scènes en Géorgie et en Azerbaïdjan. L'épisode des bains fut tourné en studio à Kiev.
Il existe deux versions du film : l'une, distribuée en République socialiste soviétique d'Arménie, d'une durée de 78 minutes, estimée comme plus proche de la version souhaitée par Sergueï Paradjanov, désormais disponible en DVD ; la seconde, remontée par Youtkevitch, d'une durée de 73 minutes, distribuée à l'étranger à partir de 1977.

## Commentaires
Avec Sayat Nova, le spectateur découvre une expérience unique. « L'envoûtement, l'hypnose même créés par ce poème visuel, procession de tableaux somptueux », s'expliquent, certes, par de multiples facteurs, mais d'abord par l'« utilisation différente de l'espace filmé, réduisant considérablement la profondeur de champ. En utilisant son cadre comme un miniaturiste, Sergueï Paradjanov lui accorde un crédit inhabituel. Les à-plats renforcent la symbolique des objets, accentuent leur baroque », écrit Patrick Cazals.
« Le film ressemble à un album mécanique d'images. À cet égard, la scène des grimoires sur les toits du monastère est fortement emblématique. Il s'agit bien pour le cinéaste d'offrir une manière de renaissance aux miniatures qui illustrent ces volumes », écrit, pour sa part, Érik Bullot.
Ainsi, bien que le film soit quasiment muet (« La peinture est muette, mes films aussi », dit Paradjanov), il s'ordonne « selon une métrique rigoureuse, une alchimie et une musique interne qui nourrissent chaque allégorie ou composition d'une tension extrême. »[réf. incomplète]
« Véritable labyrinthe de signes, d'objets et symboles », liés à la culture arménienne, le film n'est-il, pourtant, qu'offrande à la patrie aimée ? « Reprenant le message de paix et de fraternité que lançait le poète Sayat-Nova, écrivant ses œuvres dans les trois langues (arménien, géorgien, azéri), (...) la destinée du film rejoint celle de milliers d'exilés et de reclus et anticipe étrangement sur le sort du réalisateur brisé dans sa création. »
En février 2015, le compositeur Nicolas Jaar publie sur internet une version du film dont il a composé la musique.
Selon Mikhail Vartanov, « excepté le langage cinématographique suggéré par Griffith et Eisenstein, le cinéma mondial n’a probablement rien découvert de nouveau d’une façon révolutionnaire depuis Couleur de la grenade ».

## Autour du film
La chanteuse Lady Gaga s'est dite ouvertement influencée par le film pour son clip 911 sortie en septembre 2020.